# 고장 모드 및 영향 분석

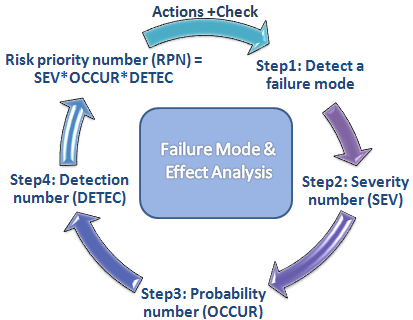
고장 모드 및 영향 분석 단계의 예가 포함된 그래프

고장 모드 및 영향 분석(Failure mode and effects analysis, FMEA) 또는 고장 형태 영향 분석은 시스템의 잠재적 고장 모드와 그 원인 및 영향을 식별하기 위해 가능한 한 많은 구성 요소, 어셈블리 및 하위 시스템을 검토하는 프로세스이다. 각 구성요소에 대해 고장 모드와 시스템의 나머지 부분에 대한 결과 영향이 특정 FMEA 워크시트에 기록된다. 이러한 워크시트에는 다양한 변형이 있다. FMEA는 정성적 분석일 수 있지만 수학적 고장률 모델이 통계적 고장 모드 비율 데이터베이스와 결합되면 정량적 기반으로 적용될 수 있다. 이는 고장 분석을 위한 최초의 고도로 구조화되고 체계적인 기술 중 하나였다. 이는 1950년대 후반 신뢰성 엔지니어들이 군용 시스템의 오작동으로 인해 발생할 수 있는 문제를 연구하기 위해 개발되었다. FMEA는 시스템 신뢰성 연구의 첫 번째 단계인 경우가 많다.
FMEA 분석에는 다음과 같은 몇 가지 유형이 있다.
- 기능
- 설계
- 프로세스

때로는 FMEA가 FMECA(고장 모드, 영향 및 중요도 분석)로 확장되어 중요도 분석도 수행됨을 나타낸다.
FMEA는 귀납적 추론(순방향 논리) 단일 고장점 분석으로 신뢰성 엔지니어링, 안전 엔지니어링, 품질 엔지니어링의 핵심 작업이다.
성공적인 FMEA 활동은 유사한 제품 및 프로세스에 대한 경험이나 일반적인 고장 논리 물리학을 기반으로 잠재적인 고장 모드를 식별하는 데 도움이 된다. 이는 제품 수명주기의 다양한 단계에서 개발 및 제조 산업에서 널리 사용된다. 효과 분석은 다양한 시스템 수준에서 이러한 고장의 결과를 연구하는 것을 의미한다.
기능적 FMEA 또는 부분(하드웨어) FMEA 모두에 대해 모든 시스템 수준에서 올바른 오류 모드를 결정하기 위한 입력으로 기능 분석이 필요하다. FMEA는 고장 모드나 영향 심각도 감소, 또는 고장률 감소 또는 둘 다를 기반으로 위험 감소를 위한 완화를 구성하는 데 사용된다. FMEA는 원칙적으로 전체 유도(순방향 논리) 분석이지만 오류 메커니즘을 이해해야만 오류 확률을 추정하거나 줄일 수 있다. 따라서 FMEA에는 확인된(근본) 원인을 제거하여 발생 가능성을 줄이기 위해 고장 원인에 대한 정보(연역적 분석)를 포함할 수 있다.

## 같이 보기
- DRBFM
- FMECA
- 고장률
- 결함수 해석
- HACCP
- 고가용성
- 신뢰성 공학
- 리스크 평가제도
- 다구치 방법